# 岳飛剿滅楊幺
岳飛剿滅楊幺發生于南宋紹興五年（1135年）四月上旬至六月期間。岳飛前期采取招抚政策，前兩個月釋俘納降数回，很少用兵。六月初岳飞集中兵力，僅用了十多天時間，就剿滅了其他南宋軍隊花了四年時間都無法鎮壓的洞庭湖楊幺割據勢力。

## 起事
鍾相是荆湖北路鼎州（今湖南常德市）的一个巫师，在宋徽宗时就有想法要仿照李順、王小波，“法分贵贱贫富，非善法也。我行法，当等贵贱，均贫富。”靖康之難時，鍾相长子鍾子昂招募一支300人的勤王民兵到达趙構即位的南京应天府，隨即被遣回乡。但鍾相父子看到天下已經大亂，便将原来招募的民兵“团集在家，结成队伍，多置旗帜、器甲，意要作乱”。
建炎四年（1130年）二月，原出身盗匪的京东西路东平府钤辖孔彦舟作亂，并杀到鼎州北面的澧州（今湖南澧县）。鍾相乘着地方官们逃遁的机会，也發動叛亂自立為楚王，建立了割据政权，并很快占据了洞庭湖滨的大部分州縣，包括鼎州全境的武陵、桃源（今湖南桃源县）、辰阳（今湖南汉寿县）、沅江（今湖南沅江市）四县，澧州全境的澧阳、石门(今湖南石门县)、安乡（今湖南安乡县）、慈利（今湖南慈利县）四县，荆南府八县中的枝江（今湖北枝江）、松滋（今湖北松滋）、石首（今湖北石首市）、公安（今湖北公安县）四县和峡州宜都县，岳州华容县，辰州州治沅陵县，潭州十二县中的益阳（今湖南益阳市)、宁乡（今湖南宁乡县）、湘阴（今湖南湘阴县)、安化（今湖南安化县）四县。鍾相軍和孔彦舟軍交鋒，孔彦舟軍击破鍾相的大寨，俘虜并處死了鍾相及其妻伊氏、长子鍾子昂，然后北上投降了偽齊。鍾相死后，澧州的余部楊太转移到辰阳县，和鍾相之子鍾子义一起形成了一股较大的势力。鍾子义被稱为“太子”，楊華、楊廣等充當首領。楊太則因為年紀較輕，被稱為楊幺。六月，宋廷任命程昌為鼎州澧州镇抚使兼鼎州知州，負責剿匪。程昌招降了楊華，楊廣則被部下所杀，楊幺遂称“大圣天王”独掌大权，以黄诚為謀士。

## 楊幺屢敗宋軍
楊幺大敗程昌的水軍，并造出30艘左右能載千人的大型戰艦（車船，有踏板，用人工蹬踩，速度较快但不能在浅水中行驶）和几百艘轻快的海鳅战船協同作戰。一直到绍兴三年（1133年）曹成等陸上盜匪已被剿除，程昌也無法鎮壓楊幺，反而使其越來越壮大，以至于宋廷認為楊幺軍「为腹心害，不先去之，无以立国」。
绍兴三年（1133年）六月，宋廷任命王为荆南府潭州鼎州澧州岳州鄂州制置使，以其「神武前軍」一万多人為主共五万多人馬围剿楊幺。楊幺以其水軍的優勢，全殲滅统制崔增和吴全的一万水军，又在陸上乘胜擊潰了王的主力「神武前軍」。王軍在以前的抗金戰爭中經常不戰而逃，其軍紀又極其敗壞，這回剿匪非但大敗，而且因縱兵「剽掠杀伤，莫知其数」，反而使當地百姓「愿食其肉而不可得」。此戰之后，王的一万五千人马改隶镇守淮南东路的韩世忠。程昌也被宋廷调离鼎州。

## 岳飛剿楊幺
绍兴四年（1134年）八月，宋廷調動剛剛克復襄汉的岳家軍來剿滅楊幺一軍。但因岳家軍救援淮南西路對抗金、偽齊联军，這個行动被拖延了半年。
绍兴五年（1135年）二月，岳飛從池州去宋高宗的“行在”平江府晉見，并随同宋高宗返回临安。宋高宗除任命岳飛为两镇节度使外，又加上荆湖南路荆湖北路襄阳府路制置使，升「神武后军」都统制，赐钱十万贯，帛五千匹，「将所部平湖贼楊幺」。三月，岳家軍自池州出發前往潭州，這次宋廷仍用文臣監軍，命右相兼知枢密院事张浚親自都督诸路军马。四月上旬抵达潭州，一定要剿滅已成心腹大患的楊幺一軍。
岳家軍以宗澤的東京留守軍為主干，「并系西北之人，不习水战」，到此為止一直都只有陸戰經驗，剿滅楊幺的水軍是對岳飛的一個考驗。但岳飛認為：「兵亦何常，惟用之如何耳。今国势如此，而心腹之忧未除，岂臣子辞难时耶？！」 只用了三個月就神速剿滅了楊幺。
楊幺軍约有作戰兵力五、六万人，加上家眷有數十萬，作戰策略是“陆耕水战”：春夏水涨宋軍不能出兵時耕种田地；秋冬水落宋軍发动攻势時，「官軍陆襲则入湖，水攻則登岸」，和宋軍打游擊戰。
岳飛和张浚針對這一點，第一采用春夏作战的方式，讓楊幺軍不能耕种田地，「先分遣军马，扼贼要路，断其粮道，严行禁止博易，使贼乏食」；第二以政治诱降为主，军事进攻为辅，以「且招且捕之计」「诱致桀黠，以为乡导」。
为此岳飛要求张浚將早先投降的前楊幺軍头领田明任命為「添差」衡州兵马钤辖，添差官不管事务，却可多领一份俸禄，“庶几改过之人得以安恤”。早先被程昌招降的楊華，时任潭州兵马钤辖，也奉岳飛之命「入贼招安」，设法串通旧部顛覆楊幺軍。
楊幺軍头领黄佐聽說岳家軍來剿，便对其部属说：「吾聞岳節使號令如山，不可玩也。若与之敵，我曹萬无生全理，不若速往就降。岳節使，誠人也，必善遇我。」于是率部众到潭州投降。岳飛保奏他为正七品的武义大夫、閤门宣赞舍人，并单骑到黄佐的营地进行“抚问”。四月十四日，黄佐率部伍攻破楊幺軍謀士黄诚之親信周伦的水寨，俘降陈贵等九名头目，并将整个水寨焚毁。岳飛立即将黄佐升一官为武经大夫。
頭两个月，岳飛如此釋俘納降幾回，很少用兵，以至引起荆湖南路安抚使兼潭州知州席益的怀疑，对都督张浚说要彈劾岳飛：「岳侯得无有他意，故玩此寇。益欲预以奏闻，如何?」张浚反對说：「岳侯，忠孝人也，足下何独不知?用兵有深机，胡可易测！」但张浚其實也不太明白岳飛的計劃。此時宋高宗降旨命令张浚自潭州回“行在”临安府商议“防秋”對付北方金、偽齊聯軍可能發動的秋季攻勢。张浚看楊幺軍仍然依险据守，一时似无勝機，就召见岳飛進行了如下對話。
- 张浚問：「浚将还矣，节使经营湖寇，已有定画否?」岳飛当即取出所藏的小地图，對张浚说：「有定画矣。」
- 张浚看了地图，不明白是怎么回事，就問岳飛：「浚视此寇，阻险穷绝，殆未有可投之隙。朝廷方召浚归，议防秋。盍且罢兵，规画上流，俟来岁徐议之。」岳飛回答只要八天到十天的時間就可以了：「何待来年，都督第能为飞少留，不八日，可破贼。都督还朝，在旬日后耳。」
- 张浚聽著覺得岳飛是吹牛騙人，責問道：「君何言之易耶?王四厢(王)两年尚不能成功，乃欲以八日破贼，君何言之易耶！」岳飛答：「王四厢以王师攻水寇，则难；飛以水寇攻水寇，则易。」
- 张浚问：「何谓『以水寇攻水寇』?」岳飛答：「湖寇之巢，艰险莫测，舟师水战，我短彼长，入其巢而无乡导， 以所短而犯所长，此成功所以难也。若因敌人之将，用敌人之兵，夺其手足之助，离其腹心之援，使桀黠孤立，而后以王师乘之，覆亡犹反手耳。飞请除来往程， 以八日之内，俘诸囚于都督之庭。」

經過此次談話，张浚最終仍然不敢相信，上奏宋廷说：「水寨阙食，徒众颇离，据(岳)飛称：『旬日之间，可见次第。』 臣欲更依圣训起发，虑贼势转炽，将士怀疑。欲俟六月上旬，见得水贼未下，即诏飛来潭州讫，兼程赴行在。」
岳飛此前一直驻节潭州，經過此次談話後，于五月二十五日、二十六日到达戰爭的前線鼎州，「置寨列舰」現場指揮。 
岳飛一到鼎州，六月二日首先逼迫被黄佐誘降多時的楊幺軍悍將楊欽投降。楊欽率其全寨战士三千多人，加上老小共一万多人出降。岳家軍得大小舟船四百余艘，牛五百多头，马四十多匹。岳飛亲自到鼎州城东视察受降，并立即申报张浚授予楊欽武义大夫，还将宋高宗赐予的金束带和战袍也转赠楊欽，并派副手王贵设筵招待。楊欽受到礼遇，又为岳飛劝降了全琮、刘诜等部。對拒不投降的楊幺所部，楊欽向岳飛献计用雑草等阻塞湖面，以阻遏一丈深吃水的大型车船的行驶。岳飛又下令用巨筏堵塞鼎州附近湖面的各个港汊，并派小船挑战。楊幺、鍾子义等出战，车船的轮子被雑草缠住無法機動。岳飞指挥牛皋、傅选等将進攻。楊幺企图突围，又被各个港汊的巨筏拦截。楊幺軍统制陈瑫等以鍾子义的座船投降官军，楊幺被俘後即被斬首。鍾子义泅水回到其水寨，也被決心投降的黄诚、周伦等人抓住押解到潭州的张浚都督行府。剩下的各個水寨，除楊幺軍的禁軍三衙步军司统帅夏诚的一個水寨外，也在十天之內相继被击破或被招安。
從岳飛親自到鼎州前線，到最后的夏诚一寨因為接近被摧毁而不得不投降為止，大約十四、五日。又過了四、五天，黄诚、周伦押解鍾子义最后到達潭州的张浚都督行府投降。虽然這略微超过了岳飞早先保证的八日之限，但张浚對岳飛在十天之內大致消滅了楊幺軍的主力仍不能不表示钦佩：「岳侯殆神算也！」
对二十多万楊幺軍的壯丁老小，岳飛將二万七千多户老弱 「出给公据」、「各量支米粮归业」；將几万名壮丁编入宋軍，其中周伦等部另编横江水軍，并不歸入岳家軍；剩下的「无所归著」者被遣送镇江府，「遂以逃荒之田，令其力农」。
然后岳家軍北撤鄂州等地「防秋」準備對付金、偽齊聯軍的秋季攻勢。临行前，幕僚黄纵引用诸葛亮七擒孟获的故事：「今日不血刃而平大寇，散匿于湖山者亦多矣。贼见德而未见威，甚惧其复反也，宜耀兵振旅而归。」于是岳飛在鼎州一带大阅兵，因岳家軍「军律严整，旗帜精明，观者无不咨嗟叹息」。

## 影響
岳家軍平定楊幺以后，這一带再未出现类似规模的叛乱。自此，岳家軍的后方安定，可以專心對付北方的金軍和偽齊的偽軍。